# Annientamento
Annientamento (Annihilation) è un romanzo fantascientifico del 2014 dello scrittore statunitense Jeff VanderMeer. Si tratta del primo capitolo della Trilogia dell'Area X, che comprende anche i romanzi intitolati Autorità e Accettazione.
Il romanzo ha vinto il Premio Nebula per il miglior romanzo 2014 ed è stato tradotto in italiano nel 2015 da Einaudi, che ha commissionato una nuova copertina al fumettista LRNZ.
Dal romanzo, nel 2018, è stato tratto l'omonimo film diretto da Alex Garland.

## Storia editoriale
L'ispirazione per la narrazione viene al suo autore da una camminata di 14 miglia attraverso il St. Marks National Wildlife Refuge nella Florida settentrionale, dov'è ambientata anche la vicenda.

## Trama
Quattro scienziate - un'antropologa, una topografa, una biologa e una psicologa - vengono inviate dall'agenzia governativa "Southern Reach" nella disabitata Area X. Sono la dodicesima spedizione in quel territorio: i componenti delle undici spedizioni precedenti o sono spariti durante la missione, o sono morti di cancro poco dopo essere tornati. Tra questi ultimi anche il marito della biologa, del tutto incapace - come gli altri compagni tornati a casa - di spiegare cosa si nasconda nell'Area X e come siano riusciti a far ritorno da essa.
La nuova spedizione, dopo aver fissato un campo base, trova una scalinata che sprofonda nel terreno. Le scienziate decidono di scendere e lungo le pareti della scalinata trovano delle frasi in corsivo composte da una sconosciuta specie vegetale. La biologa, mentre le analizza, inspira accidentalmente alcune spore prodotte dalle scritte, ma decide di non farne parola con le compagne. Dopo questa breve missione, le quattro donne fanno ritorno al campo base.
La mattina seguente si scopre che l'antropologa è sparita poiché - stando al resoconto della psicologa - ha preferito abbandonare la missione durante la notte e far ritorno a casa. Le tre superstiti decidono quindi di tornare alla misteriosa scalinata. La biologa e la topografa scendono nuovamente sotto terra, mentre la psicologa fa la guardia all'ingresso della scalinata. Durante l'esplorazione la biologa e la topografa trovano il cadavere deturpato dell'antropologa, e quando fanno ritorno in superficie scoprono che anche la psicologa è sparita.
Le due scienziate tornano al campo base e, durante la notte, la biologa vede una luce provenire da un faro in lontananza. La mattina dopo si reca da sola al faro, al cui interno trova decine e decine di diari scritti dai componenti delle missioni precedenti. Tra questi c'è anche quello redatto dal marito e, grazie ad esso, la biologa scopre che l'Area X crea cloni delle persone che vi penetrano e che sono questi cloni a fare ritorno nel mondo esterno. Sulla spiaggia ai piedi del faro trova anche la psicologa, gravemente ferita. Prima di morire, la psicologa ammette che ad uccidere l'antropologa è stata la creatura che compone le scritte presso la scalinata, e avverte inoltre che il confine dell'Area X si sta espandendo verso nord. Intanto il corpo della biologa comincia a emettere una strana fluorescenza gialla.
Di ritorno dal faro, la biologa per poco non viene uccisa da una misteriosa creatura che si nasconde in un canneto, e una volta avvicinatasi al campo base viene colpita da una fucilata della topografa. La biologa riesce a uccidere in uno scontro a fuoco la compagna e scopre che in qualche modo la sua ferita si sta subito rimarginando. Ormai rimasta sola, decide di tornare alla scalinata. Una volta scesa, incontra il misterioso essere che scrive lungo le pareti, un corpo informe che ricorda quello di una lumaca, e che lei soprannomina lo "Scriba". In qualche modo sopravvive all'incontro con la creatura e riemerge alla luce.
La biologa decide di non provare a far ritorno a casa, e di continuare la sua spedizione nell'Area X, nella speranza di trovare qualche altro indizio del passaggio del marito.

## Riconoscimenti
Il romanzo vince nel 2014 il Premio Nebula e, sempre nello stesso anno, il Premio Shirley Jackson.

## Adattamento cinematografico
Dal romanzo, nel 2018, è stato tratto l'omonimo film diretto da Alex Garland.

## Edizioni
- Jeff VanderMeer, Annientamento, traduzione di Cristiana Mennella, collana Supercoralli, Einaudi, 2015,  p. 182, ISBN 978-88-06-21828-7.